# Транспорт в Германия
Германия разполага с едни от най-добре развитите сухоземни, водни (речни и морски) и въздушни транспортни връзки.

## Шосета и магистрали
Общата дължина на шосетата е над 650 000 км.
В Германия има 230 782 км междуградски шосета през 2012 г. От тях 12 819 км са магистрали. 
Пътните ограничения в Германия за леки автомобили са, както следва: в населени места – 50 км/ч, в извън население места – 100 км/ч, докато на магистралите (аутобани) – няма ограничения, а само препоръчителна скорост (с изключение на случаите, в които ограничението не е изрично упоменато). 

## Железопътен транспорт
Дължината на жп линиите през 2012 г. е 40 952 км, от които 2428 км се използват от високоскоростни влакове.  Високоскоростните влакове ICE развиват скорост 280 км/ч.
През 2009 година средностатистически всеки живущ в Германия е пътувал 23 пъти с влак. 

## Речен транспорт
Германия има силно развит речен транспорт. Разполага и с голяма флота от океански и морски кораби, както и с големи пристанища на Северно и Балтийско море. Огромно значение не само за германското, но и за международното корабоплаване има Килският канал, който свързва Балтийско и Северно море и съкращава няколко пъти стария път през протоците между полуостров Ютланд и Скандинавския полуостров. Той е построен през 1895 г. и е дълъг около 100 км, годишно през него минават 90 000 кораба.

## Въздушен транспорт
Много добре развит е и въздушният транспорт — в по-големите градове има летища, които обслужват вътрешни и международни полети. Във Франкфурт на Майн е най-голямото и модерно летище в Европа.
В страната се намират общо 27 цивилни летища, от които излитат около 1,2 млн. полета към 2012 г. Същата година са превозени 176,3 млн. пътници и 4,5 млн. тона стоки. 
Най-големите пет летища в Германия са в градовете: 
- Франкфурт на Майн: 241 хил. излитания
- Мюнхен: 205 хил. излитания
- Дюселдорф: 112 хил. излитания
- Берлин-Тегел: 84 хил. излитания
- Хамбург: 79 хил. излитания

Данните са от 2012 г.